# アムディ・マルズキ
アムディ・マルズキ（Hamdi Marzouki、1977年1月23日 - ）は、チュニジアの元サッカー選手。元チュニジア代表。ポジションはディフェンダー。

## 来歴
2000年にチュニジア代表デビュー。2002年にはアフリカネイションズカップで2試合に出場、FIFAワールドカップのメンバーにも選ばれた。2004年までに10試合に出場した。

## 代表歴

### 出場大会
- チュニジア代表
  - 2002 FIFAワールドカップ

### 試合数
- 国際Aマッチ 10試合 0得点（2000年-2004年）[1]

| チュニジア代表 | 国際Aマッチ | 国際Aマッチ |
| 年             | 出場        | 得点        |
| -------------- | ----------- | ----------- |
| 2000           | 1           | 0           |
| 2001           | 1           | 0           |
| 2002           | 7           | 0           |
| 2003           | 0           | 0           |
| 2004           | 1           | 0           |
| 通算           | 10          | 0           |